# Dingalán
Dingalán  (Bayan ng Digalan)  es un municipio filipino de tercera categoría, situado en la isla de Luzón. Forma parte de la provincia de Aurora situada en la Región Administrativa de Luzón Central, también denominada Región III.

## Geografía
Se trata del municipio más meridional,  separado del resto de la provincia por las montañas de Sierra Madre, 120 kilómetros, 3,5 horas en barco,  al sur de Baler la capital provincial, 180 kilómetros al noreste de Manila y a 60 km al este de Cabanatuan.
Su término linda al norte con el municipio de San Luis;  al este con la provincia de Nueva Écija, municipios de Gabaldón y General Tinio y también con la provincia de Bulacán, municipio de  Doña Remedios Trinidad; al sur con la provincia de Quezón, municipio de General Nakar; y por el este por el Mar de Filipinas, en el Océano Pacífico, donde se encuentra la bahía de Dingalán.
Tiene una extensión superficial de 361.64 km² y según el censo del 2007, contaba con una población de 21.992 habitantes y 4.115 hogares; 23.544 habitantes el día primero de mayo de 2010

### Barangays

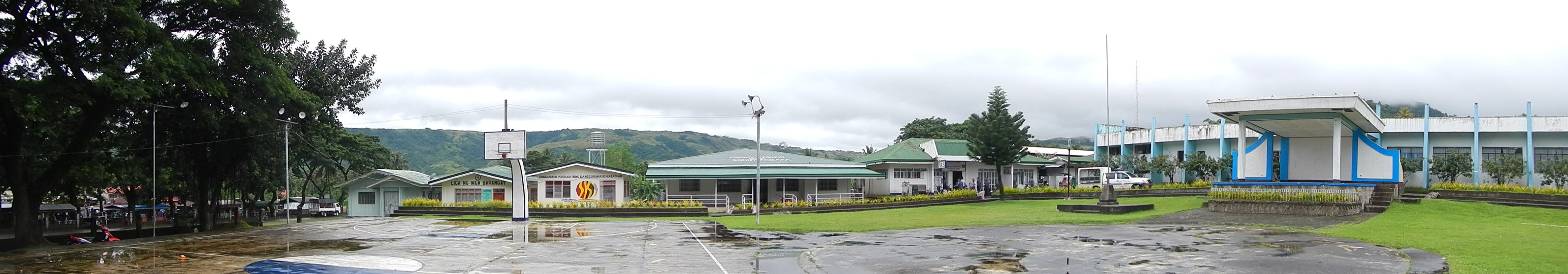
Centro administrativo del municipio.

El municipio de Dingalán se divide, a los efectos administrativos, en 11 barangayes o barrios y 76 sitios, conforme a la siguiente relación:
| - Aplaya - Butas Na Bato - Cabog (Matawe) | - Caragsacán - Davildavilán - Dikapanikián | - Ibona - Paltic - Población | - Tanawan - Umiray (Malamig) |  |

## Historia
El barrio de Dingalan pertenecía al municipio de Baler, convirtiéndose el año 1956 en un distrito municipal.  
Municipio independiente el año 1962.

## Lugares de interés
- Bahía de Dingalán, pintoresca vista desde la barrio de Tanawan.
- Cuevas de Lamao, en el barrio de Paltic. Se trata de una docena de cuevas situadas en unos acantilados, constantemente golpeados por las olas del Océano.
- Peñas de Dingalan, en el barrio de Tanawan. Grandes rocas de arena negra volcánica que llaegan hasta el límite provincial,  curiosamente no hay volcanes en esta zona.
- Cascada de Paltic en la Inter-Pacific Forest Resource Corporation (IFRC) Nursery & Falls, este vivero, además de ser un lugar pintoresco, ofrece dos piscinas naturales para nadar.[7]
- Playa Blanca, con arrecifes y varias formaciones de coral en alta mar,  excelente lugar para bucear.[8]

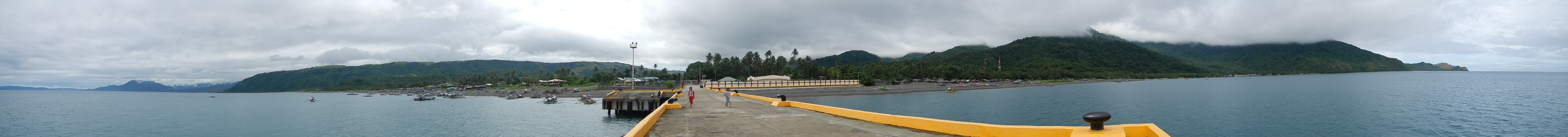
Puerto de Aplaya.